# 埃爾薩爾托 (哈利斯科州)
埃爾薩爾托（西班牙語：El Salto）是墨西哥的城鎮，由哈利斯科州負責管轄，位於該國西南部，距離瓜達拉哈拉約25公里，面積41.5平方公里，2005年人口111,436。

## 外部連結
- El Salto municipal government[永久]
- Jalisco State Information System